# 알까기

알까기

알까기는 바둑판 위에 몇 개의 바둑돌을 늘어 놓고 손가락으로 튕겨서 상대의 바둑돌을 바둑판 밖으로 쳐 내는 놀이다. 
고문헌에 알까기가 탄기(彈棋 또는 彈棊)라는 이름으로 나오는 것으로 보아 연원이 아주 오래되었음을 알 수 있다.

## 놀이 방법
1. 먼저 바둑판 위에 두 참가자가 같은 수의 흑과 백의 바둑돌을 자신의 진영에 늘어 놓는다.
2. 서로 번갈아 공격 기회를 갖는다.
3. 차례가 오면, 자신이 늘어 놓은 바둑돌 또는 이미 튕겨서 이동한 자신의 바둑돌 중 하나를 선택하여 어느 방향이든 손가락으로 튕길 수 있다.
4. 바둑판 밖으로 나간 바둑돌은 사용할 수 없다.
5. 한쪽 바둑알이 모두 바둑판 바깥으로 나가면 종료하며, 게임 종료시 바둑알이 바둑판 위에 남아있는 쪽이 승자이다.

게임 참가자는 바둑돌을 튕겨 상대방의 바둑돌을 맞추어 바둑판 밖으로 밀어 내는 것이 목표이다. 손가락의 힘과 방향, 타격 위치의 조절에 따라 두 개 이상의 바둑돌을 한꺼번에 밀어 낼 수도 있고(일타이피), 바둑돌을 밀어내지 못하거나 오히려 자신의 바둑돌이 나가 떨어질 수도 있다. (방송에서는 이를 '꽥'이라고 부른다., 예전엔 자살이라고 하였다.) 또한, 자신의 바둑돌과 상대의 바독돌이 함께 나가 떨어지는 경우(동반자살 또는 자폭, 논개타법)도 있다. 게임 도중, 자신의 바둑알이 상대의 바둑알옆에 붙어 있는 경우가 있는데, 알까기에서는 이를 '떡'이라고 부른다. 단, 바둑판을 돌리거나 자리이동은 금지이다.

### 알까기 용어
- 꽥(자살): 자신이 친 자신의 바둑돌이 나가 떨어지는 경우
- 일타이득: 자신의 바둑돌 하나로 상대의 바둑돌 여러 알을 한꺼번에 밀어내는 것
- 논개타법(동반자살, 자폭): 자신의 바둑돌과 상대의 바독돌이 함께 나가 떨어지는 경우
- 떡: 자신의 바둑알이 상대의 바둑알 옆에 붙어 있는 경우

### 알까기 대국 방식
- 접알까기: 성대결을 벌일 경우 주로 사용되는 대국 방식이며 주로 여성 대국자쪽에 두 알을 더  주고 시작한다.
- 맞알까기: 같은 돌 개수로 시작하는 알까기로 주로 일반적인 방식이다.

## 장기알까기
바둑판과 바둑돌 대신에 장기판과 장기알을 이용해서 하는 장기알까기도 가능하다. 바둑돌이 둥근 모양인 데 반해 장기알은 팔각형으로 되어 있기 때문에 다른 장기알에 부딪힐 때 그 이동 궤도에 차이가 생긴다. 이것은 마치 럭비공이 타원형으로 생겨서 땅에 닿는 부분에 따라 튀는 방향이 달라지는 것과 같다. 그리고 장기알의 크기가 3단계로 나뉘어 있어 이를 이용한 전략도 가능하다. 뒷면에 장기판이 있는 접이식 바둑판의 경우에는 경첩도 변수로 작용한다.

## 같이 보기
- 바둑
- 장기
- 대한민국의 어린이 놀이